# Armée de terre togolaise
Pour les autres articles nationaux ou selon les autres juridictions, voir Armée de terre.
L'armée de terre togolaise est la principale composante des forces armées togolaises.

## Histoire
Lors de l'indépendance du Togo (1960), l'armée de terre togolaise ne comptait  que 300 hommes et une seule caserne de gendarmerie à Lomé, sous les  ordres d'un commandant de la gendarmerie nationale française, envoyé au Togo comme coopérant et conseiller militaire du chef de l'État togolais.
Deux coups d'État militaires ont lieu en 1963 et 1967. Le régime militaire du président Gnassingbé Eyadéma fait monter ces effectifs à environ 3000 en 1982.
En 1986, elle contient l'attaque d'un commando (venu du Ghana) contre la capitale.
Elle soutint manu militari le pouvoir togolais entre 1990 et 1994.

## Les militaires togolais face au premier ministre Joseph Koffigoh
L'élection de Joseph Koffigoh, un nouveau premier ministre appelée chef du gouvernement de transition qui devait préparer pour 1992 de nouvelles élections divisa les militaires. Les tentatives de rendre le pouvoir au général Eyadéma, toujours Président en titre, mais sans aucune autorité, n'aboutirent pas et déclenchèrent de graves épisodes sanglants dans l'ensemble du pays. Les maisons brûlent, les anciennes rancunes entre ethnies refont surface, les victimes sont nombreuses de chaque côté. Les 27 et 28 novembre 1992, l'armée, principalement composée de Kabyés s'empare de la radio et de la télévision, et se rend devant la primature (la résidence du premier ministre). Elle exige la dissolution du HCR et la participation du RPT au gouvernement. Après quelques jours, l'armée attaque la primature. Puis le 27 sept 1992, le pays adopte une nouvelle Constitution, qui conforte les pouvoirs retrouvés du Président. L'opposition organise des grèves ainsi que de nombreuses manifestations qui furent réprimées dans le sang en janvier 1993 par les soldats et gendarmes togolais. On dénombre au moins 16 morts, l'opposition parle de 50 morts.

## Composition et effectifs
L’Armée de Terre togolaise se décompose comme suit[Quand ?] :
- un Centre d’Entraînement de Troupes Aéroportés (CETAP) : 204
- un Centre National d’Instruction (CNI) : 126
- le Collège Militaire de Tchitchao (CMT) : 297
- une École de Formation des Officiers des FAT (EFOFAT) 99
- une École de Formation de Sous-Officiers des FAT (EFSOFAT): 17
- un 1er Bataillon d’Intervention Rapide (1er BIR) : 753
- un 2e Bataillon d’Intervention Rapide (2e BIR): ...
- la Gendarmerie nationale togolaise : 2 710*
- un Régiment Commando de la Garde Présidentielle (RCGP) : 1 990
- un Régiment de Soutien et d’Appui (RSA) : 1 878
- un Régiment Para Commando (RPC) : 1 406
- des Régiments d'Infanterie (1er, 2e, 3e, 4e) (RI) : 2 559
- un Régiment Blindé de Reconnaissance et d'Appui (RBRA) : 377
- le 23e Bataillon d'Infanterie Motorisée (23e BIM)
- le 25e Bataillon Blindé (25e BB): ...

Ainsi les BIR, RCGP et RPC constituent les Forces spéciales togolaises.
Enfin, à l'image de la Garde républicaine française, le Régiment Commando de la Garde Présidentielle assure la protection rapprochée du chef de l'État.

## Armement de l'infanterie
Il provient de la France, du Pacte de Varsovie ou de Chine populaire selon l'époque des livraisons :
- Armes de poing : Pistolet Type 68, MAC 50 (9 mm Para,  France), MAB PA15 (9 mm Para,  France), Browning GP (9 mm Para,  Belgique), Pistolet Automatique Modèle 1935S (7,65 mm Long,  France, tenus en réserve) et Glock 17 (9 mm Para,  Autriche). Le Glock 17 est réservé au Régiment Commando de la Garde Présidentielle.
- Pistolets mitrailleurs : Uzi (9 mm Para,  Belgique ou  Israël) et MAT 49 (9 mm Para,  France).
- Fusils : MAS 49/56 & MAS 36 (7,5 mm 1929C,  France, tenus en réserve)
- Fusils d'assaut : AIM (7,62 mm M43,  Roumanie), AKM Type 68 7,62 mm M43,  Corée du Nord), Chincom Type 68/Fusil Type 56 (7,62 mm M43,  Chine), HK G3 (7,62 mm OTAN,  Allemagne de l'Ouest, 1000 fusils seulement) et  SIG-Manurhin SG-540 (5,56 mm OTAN,  France) .
- Fusil de précision : FPK (7,62 mm Mossine-Nagant,  Roumanie) et SSG-69 (7,62 mm Otan,  Autriche).
- Mitrailleuses : AA-52 (7,5 mm 1929C,  France, MAC 24/29 (7,5 mm 1929C,  France, Mitrailleuse M66 (7,62 mm Mossine-Nagant,  Roumanie) et Mitrailleuse Type 68 (7,62 mm Mossine-Nagant,  Corée du Nord).

## Véhicules blindés
- 7 chars T-34 (statut inconnu)
- 4 chars T-55 en service[1] ;
- 20 FV-101 Scorpion en service ;
- 20 BMP-2 en service ;
- 10 Panhard AML 60 en service ;
- 6 M8 Greyhound en service.

## Sources
- Quid, éditions 1991 et 2003.
- « Site officiel des forces armées Togolaises »